# Spino d'Adda
Spino d'Adda är en ort och kommun i provinsen Cremona i regionen Lombardiet i Italien. Kommunen hade 6 807 invånare (2018).